# دلی (مینه‌سوتا)
دلی، مینه‌سوتا (به انگلیسی: Delhi, Minnesota) یک شهر در ایالات متحده آمریکا است که در مینه‌سوتا واقع شده‌است.

## خصوصیات
دلی ۲٫۰۲ کیلومترمربع مساحت و ۷۰ نفر جمعیت دارد و ۳۱۴ متر بالاتر از سطح دریا واقع شده‌است.